# Toyama Chihō Railway
Toyama Chihō Railway (富山地方鉄道, Toyama Chihō Tetsudō), également appelée Chitetsu (地鉄, Chitetsu), est une compagnie privée qui assure des services de transport en commun dans la ville de Toyama et la préfecture de Toyama au Japon. Elle exploite plusieurs lignes de train et de tramway et de nombreuses lignes de bus.

## Histoire
L'entreprise est fondée le 11 février 1930 sous le nom de Toyama Denki Tetsudō (富山電気鉄道, en français « Chemin de fer électrique de Toyama »). Le 1er janvier 1943, elle fusionne avec d'autres entreprises de transport de la région et prend son nom actuel à ce moment-là.
Depuis le 22 février 2020, elle exploite la ligne Portram à la suite de l'intégration de la compagnie Toyama Light Rail.

## Lignes

### Train
Chitetsu exploite 3 lignes de trains qui desservent la ville de Toyama et l'est de la préfecture de Toyama :
- la ligne principale Toyama Chihō Railway (53,3 km),
- la ligne Tateyama (24,2 km),
- la ligne Fujikoshi-Kamidaki composée :
  - de la ligne Fujikoshi (3,3 km),
  - et de la ligne Kamidaki (12,4 km).

### Tramway
Chitetsu exploite un réseau de tramway centré autour de la gare de Toyama.

### Bus
Chitetsu exploite un réseau de bus à Toyama et dans les villes alentour ainsi que des cars longue distance.

## Matériel roulant

### Train

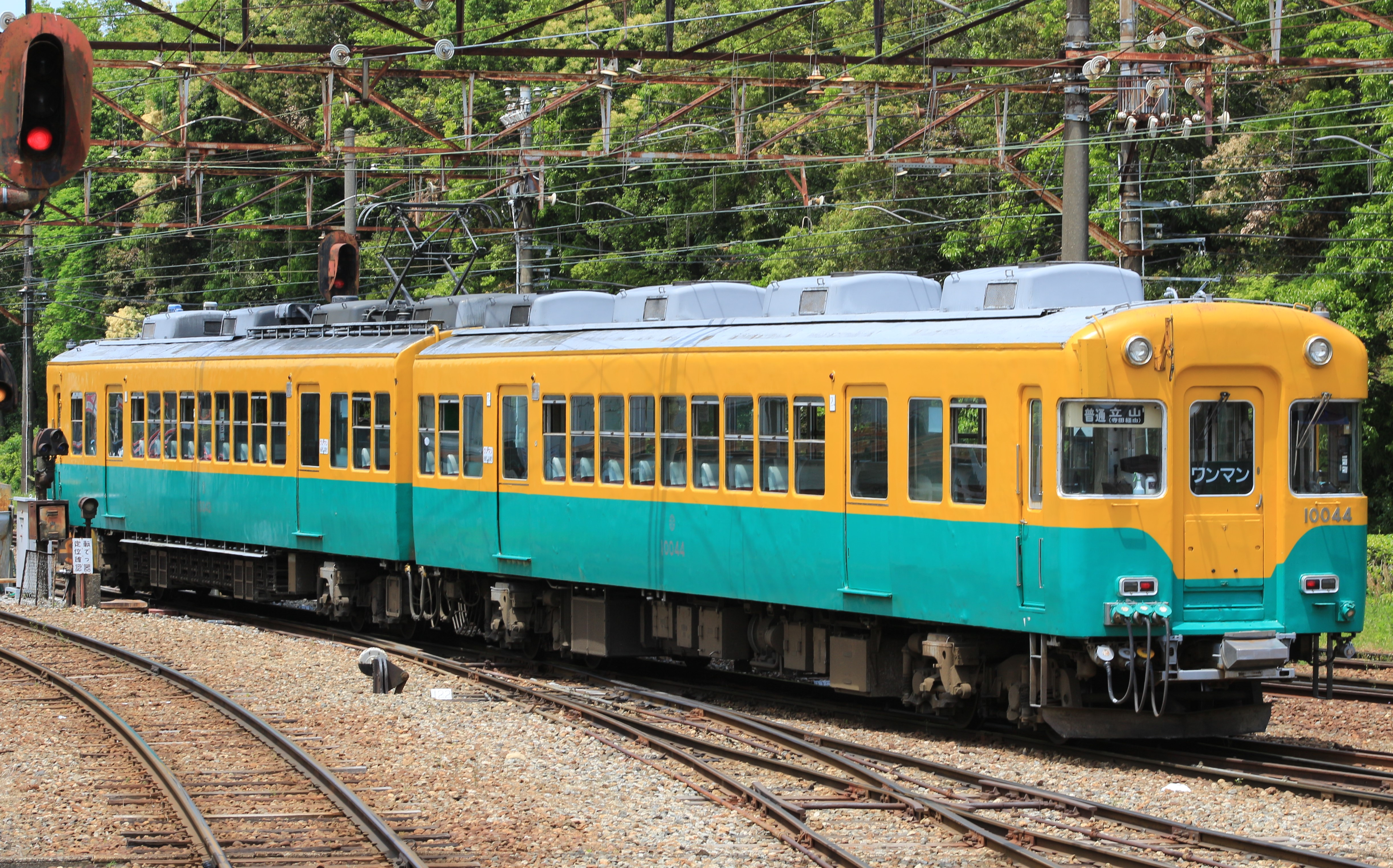
série 10030 (ex-Keihan 3000)
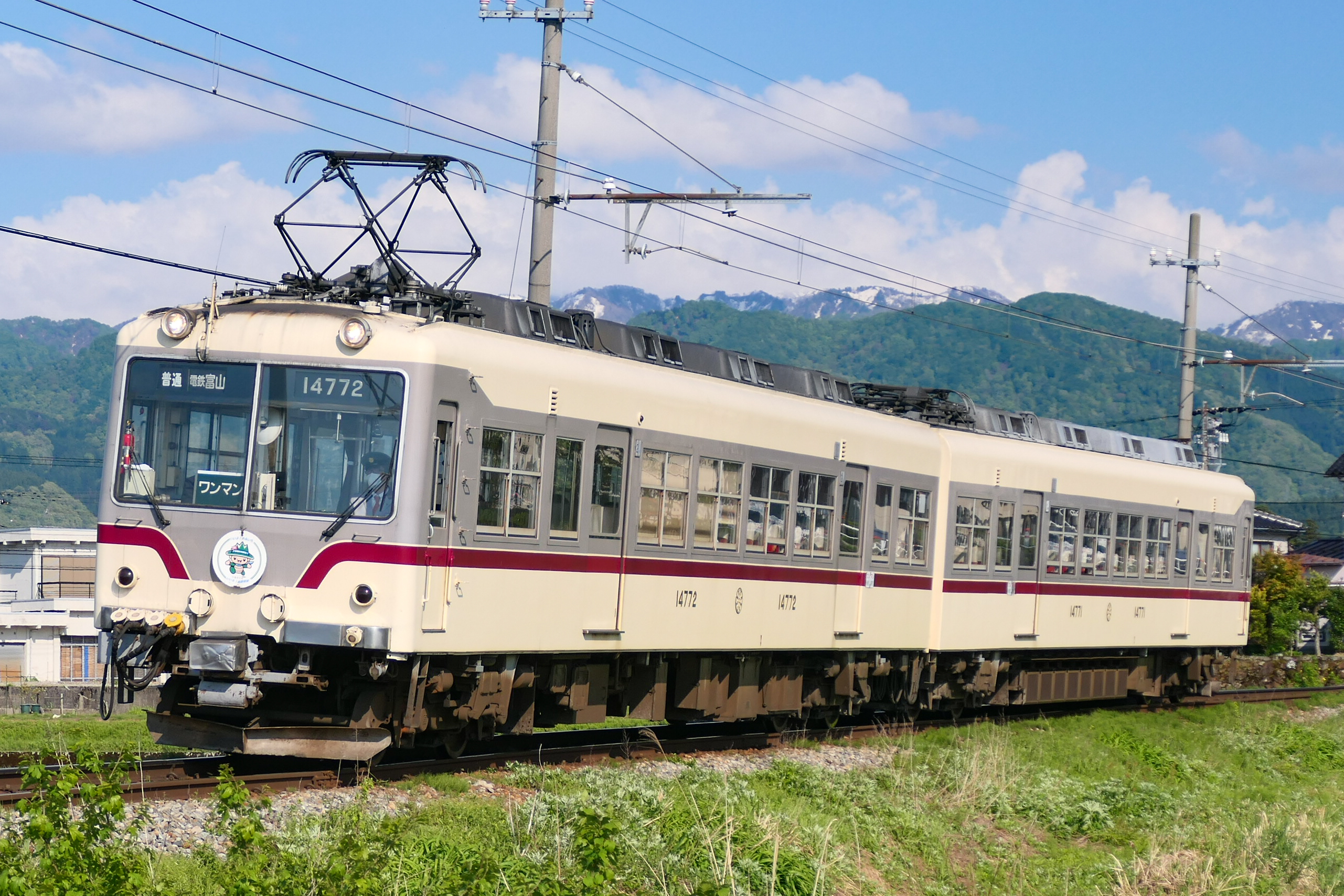
série 14760
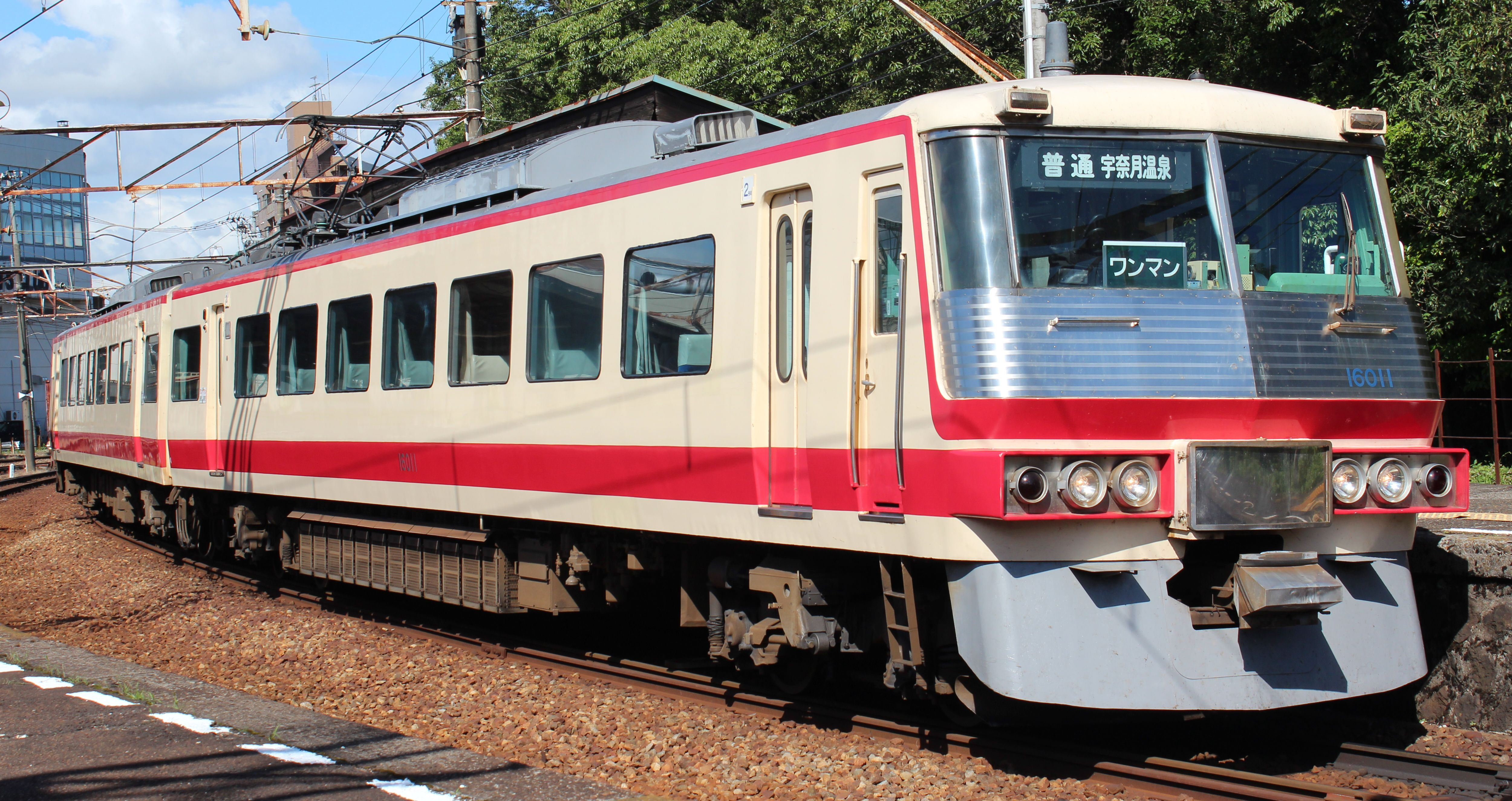
série 16010 (ex-Seibu 5000)
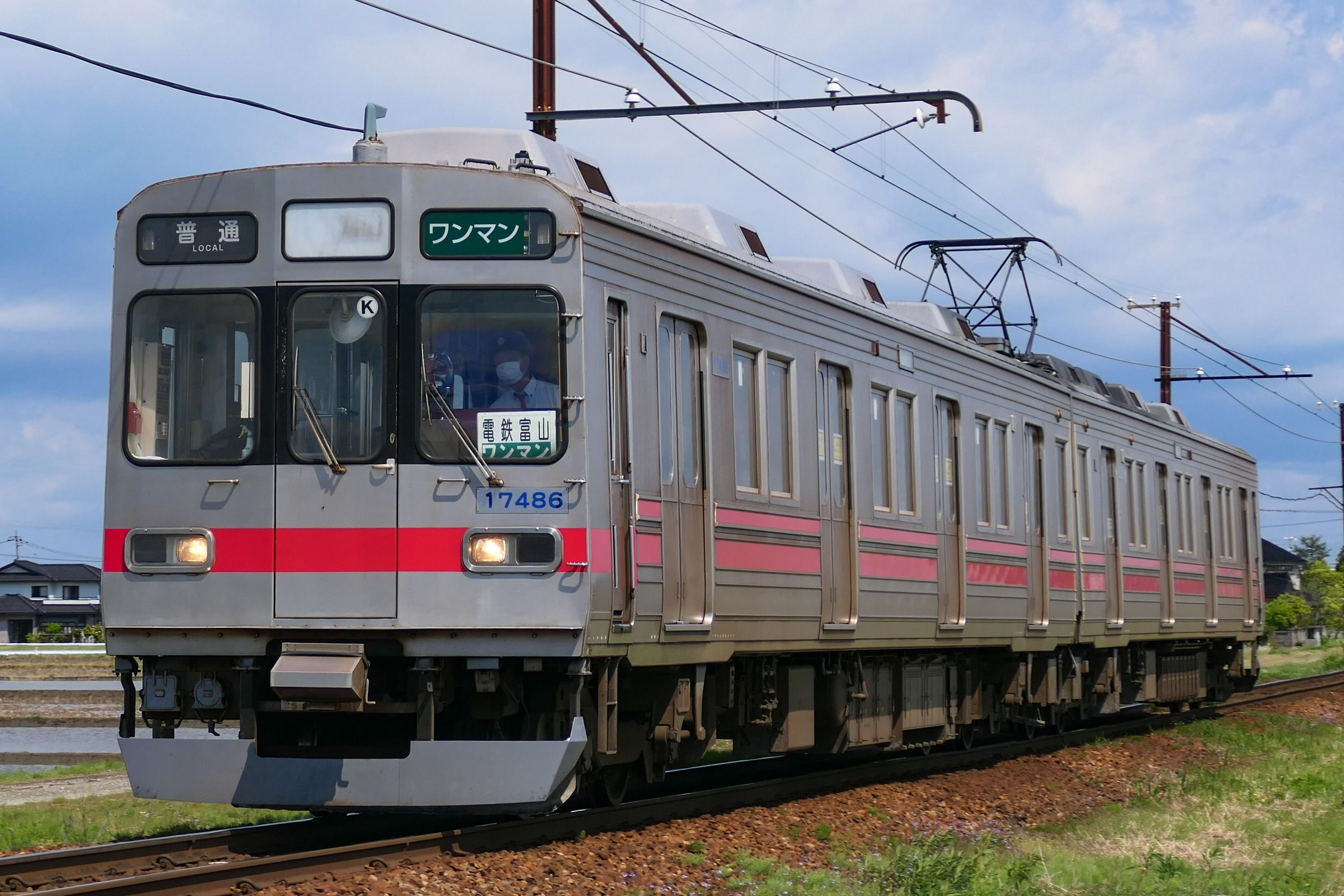
série 17480 (ex-Tōkyū 8590)
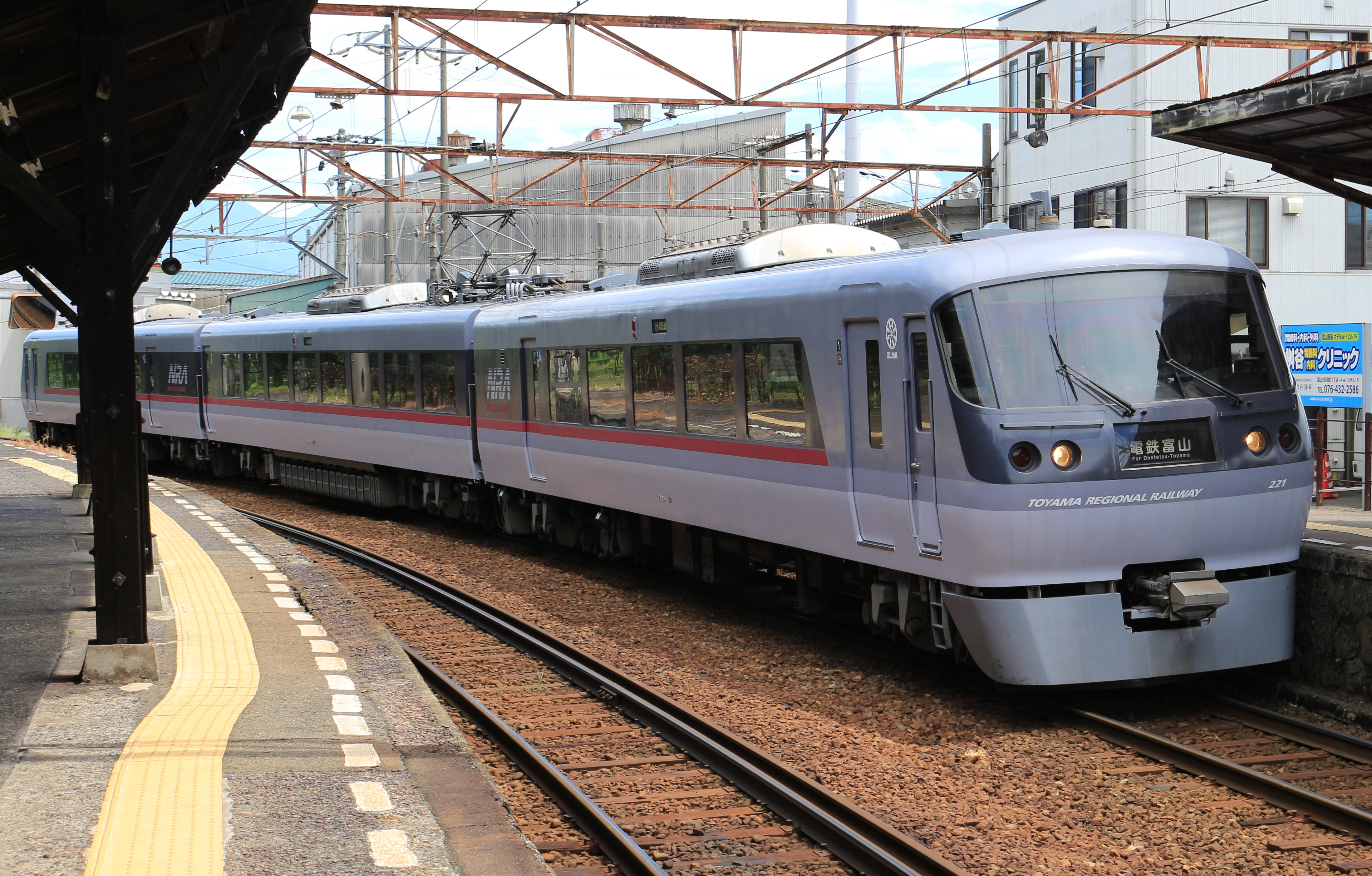
série 20020 (ex-Seibu 10000)

### Tramway

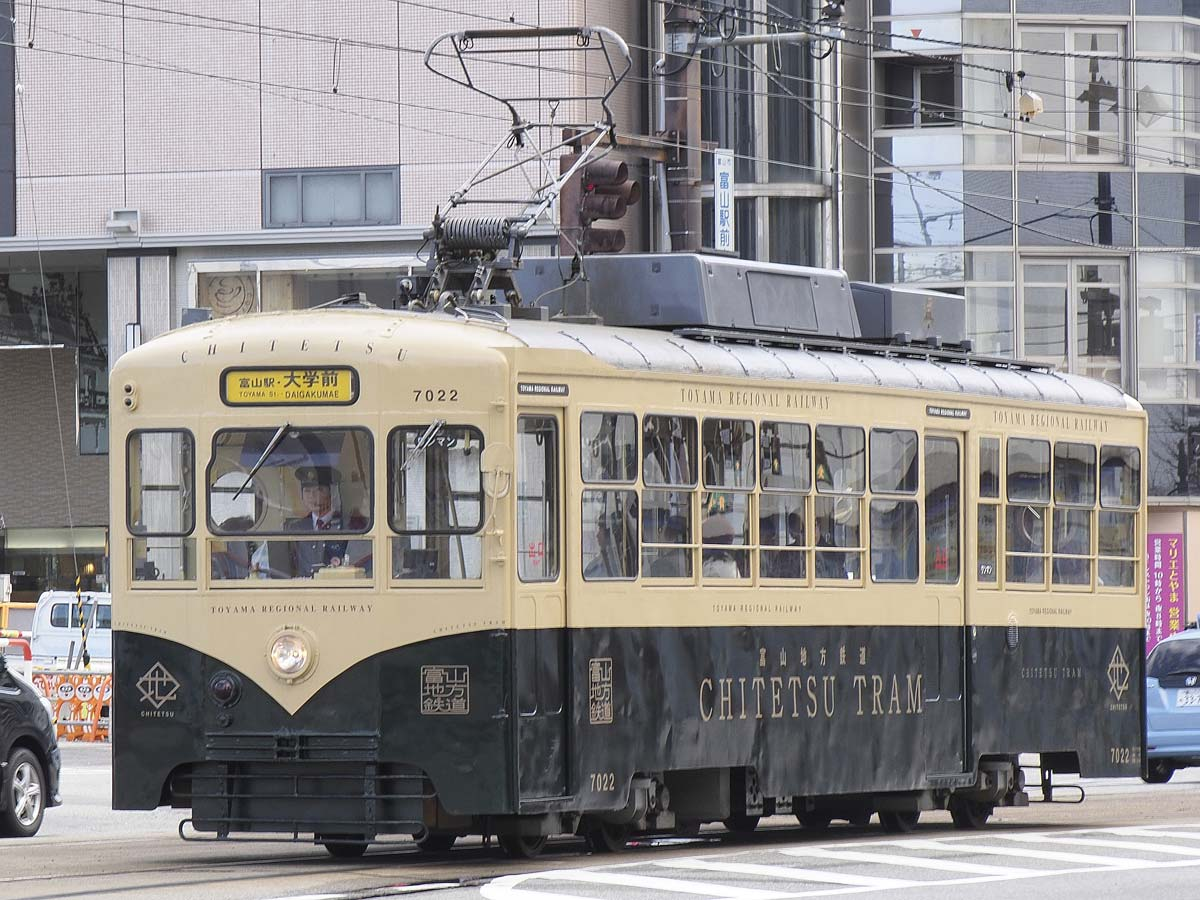
série 7000
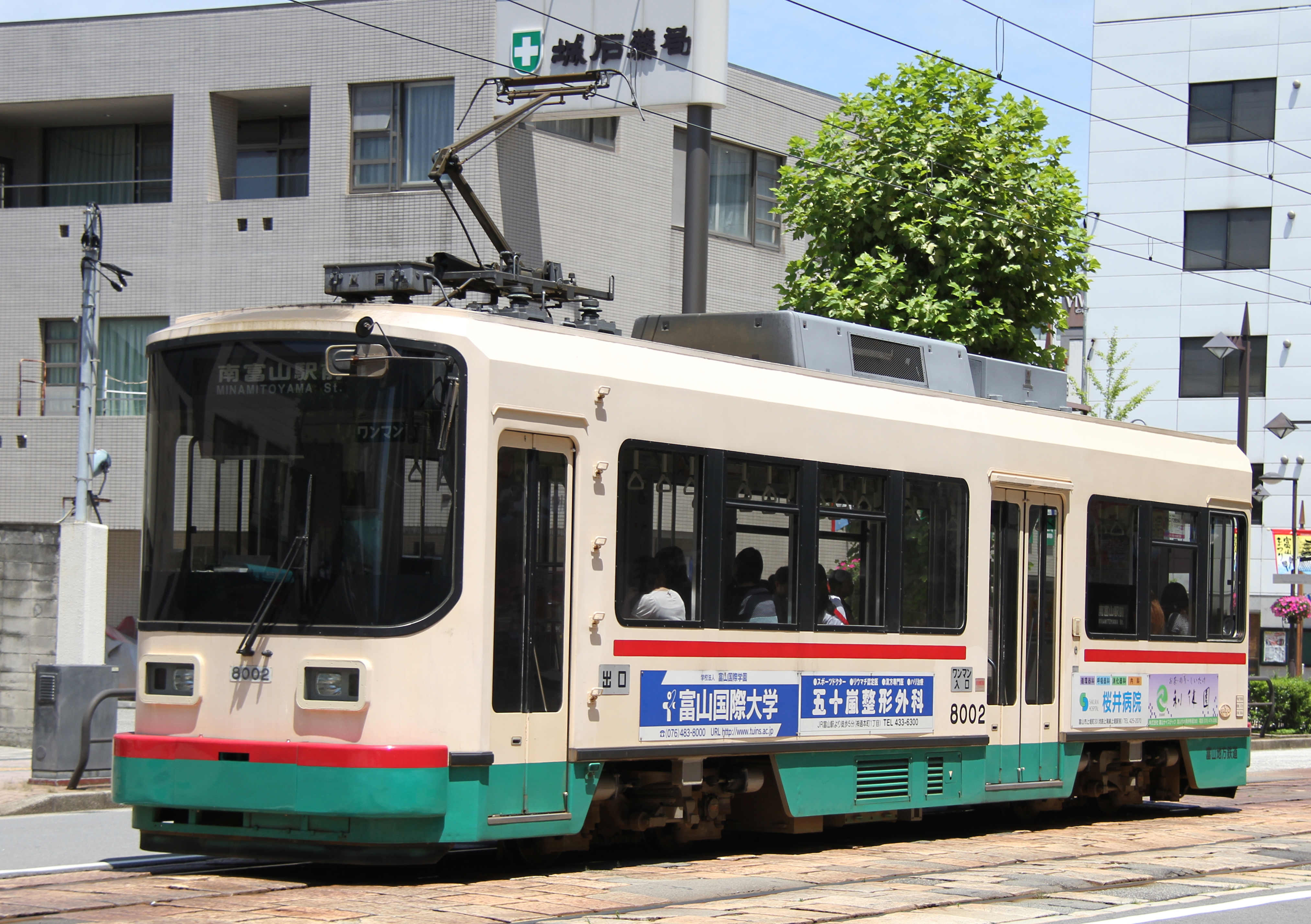
série 8000
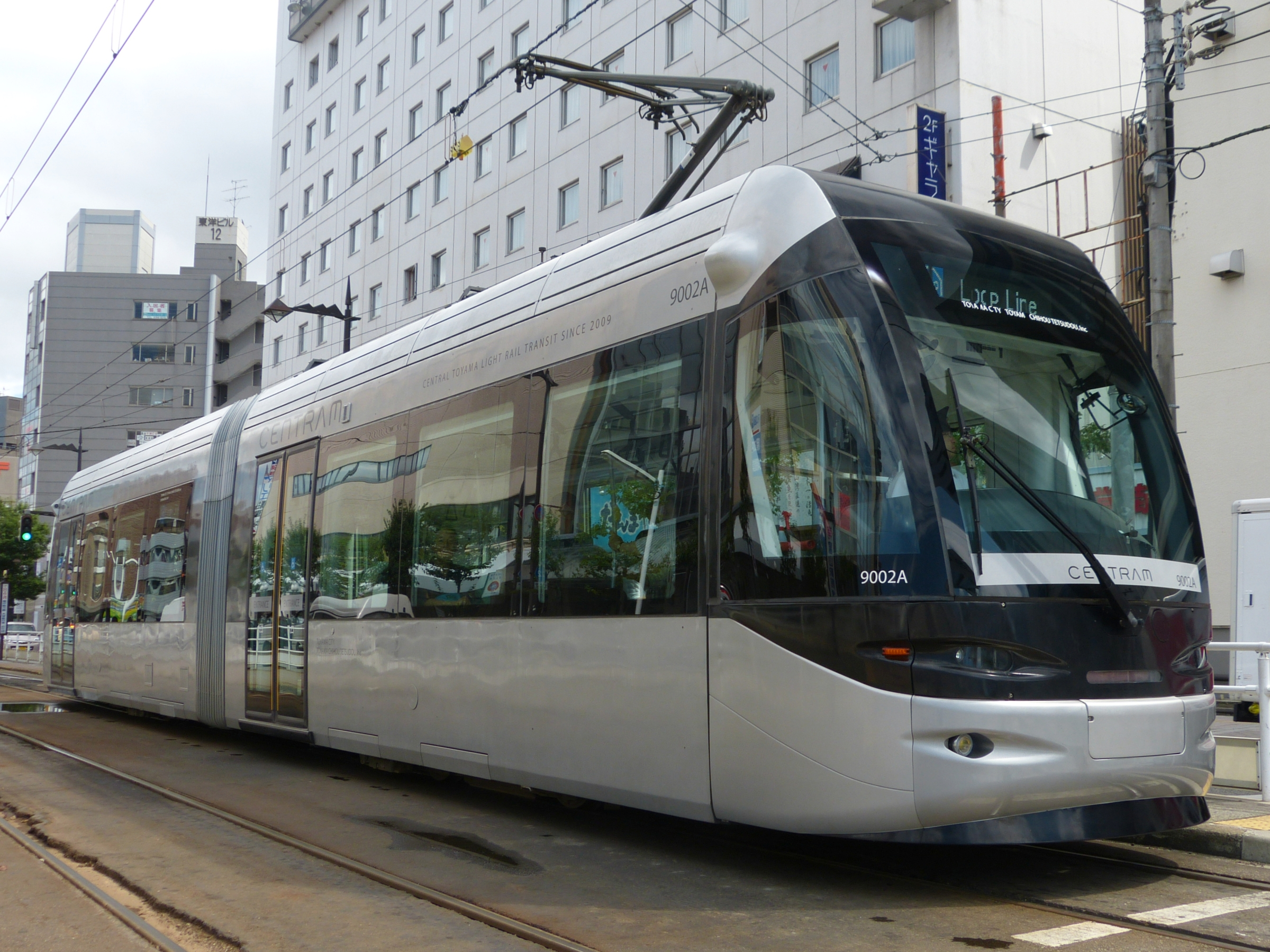
série 9000 (Centram)
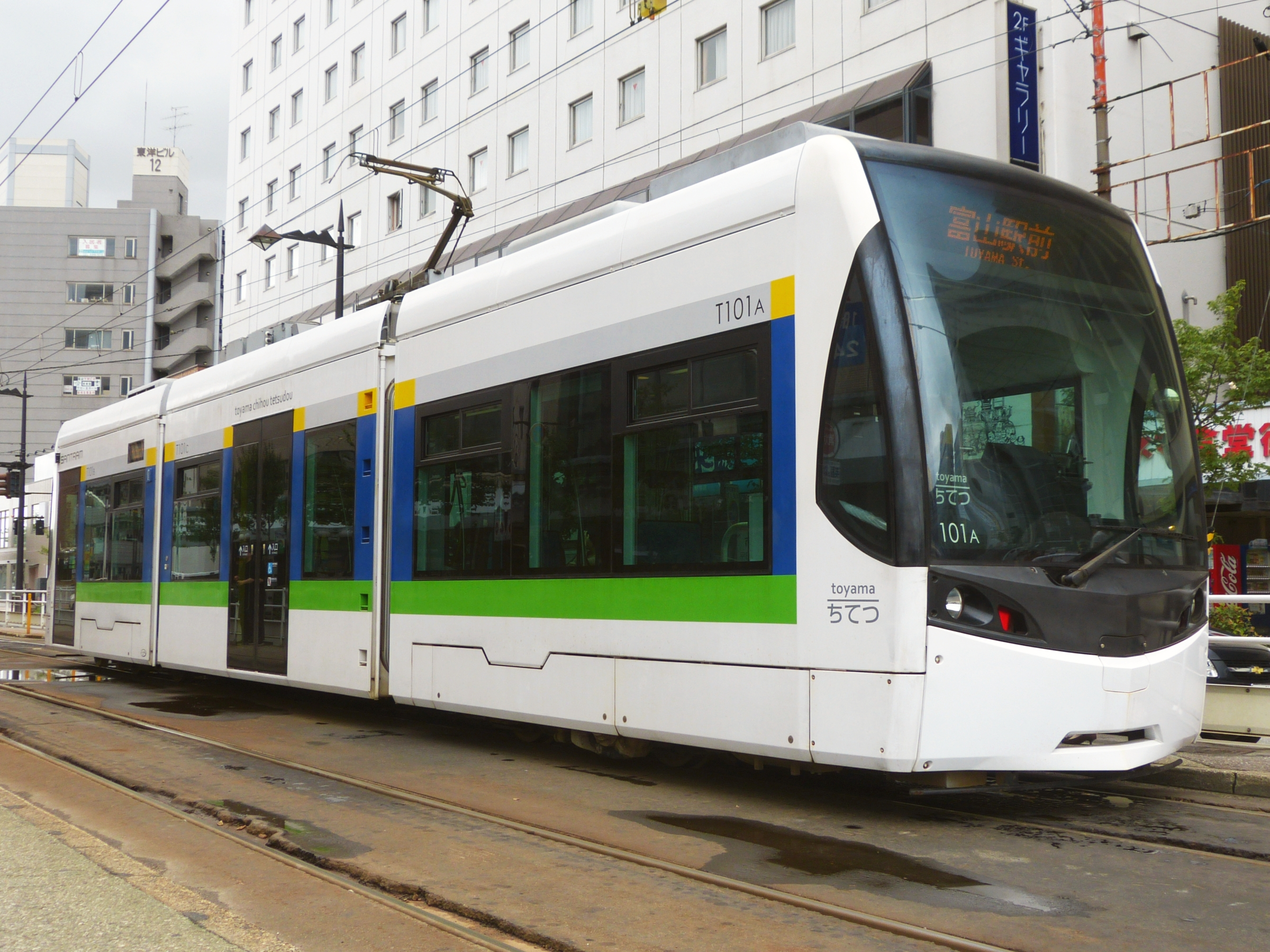
série T100 (Santram)
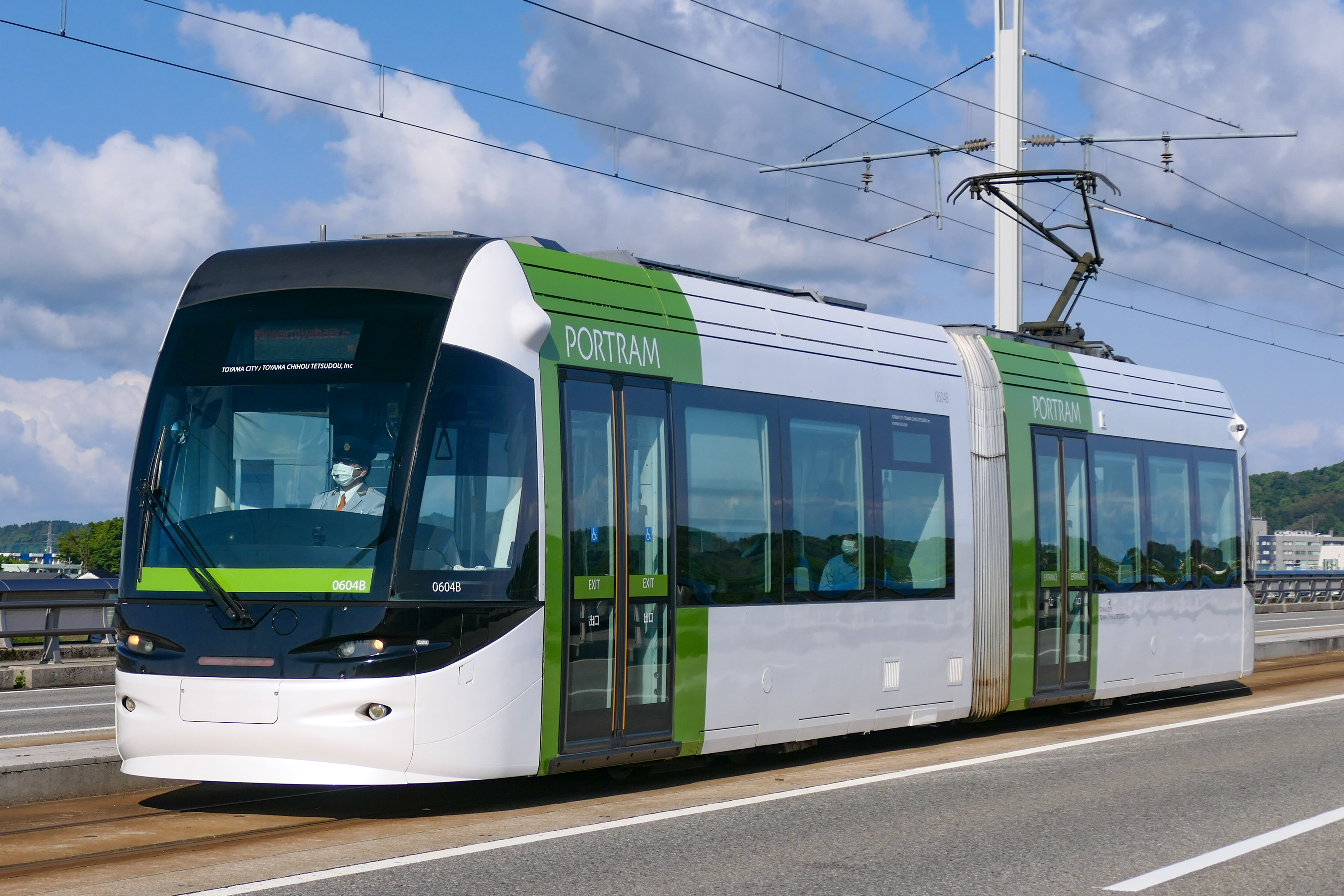
série TLR 0600 (Portram)